# Manuel Cornejo Astorga
Manuel Cornejo Astorga, auch als Tandapi bekannt, ist eine Ortschaft und eine Parroquia rural („ländliches Kirchspiel“) im Kanton Mejía der ecuadorianischen Provinz Pichincha. Die Parroquia Manuel Cornejo Astorga besitzt eine Fläche von 495,89 km². Die Einwohnerzahl lag im Jahr 2010 bei 3661.

## Lage
Die Parroquia Manuel Cornejo Astorga liegt an der Westflanke der Cordillera Occidental im Südwesten der Provinz Pichincha. Im äußersten Südosten reicht die Parroquia bis zum Gipfel des 4790 m hohen Vulkans Corazón. Im Westen reicht das Verwaltungsgebiet bis zur Mündung des Río Pilatón in den Río Toachi. Der Río Pilatón entwässert das Areal nach Westen. Der 1464 m hoch gelegene Hauptort befindet sich 28 km westnordwestlich vom Kantonshauptort Machachi im Flusstal des Río Pilatón. Die Fernstraße E20 (Carretera Transversal Norte; Santo Domingo de los Colorados–Quito) durchquert das Verwaltungsgebiet und passiert dabei den Hauptort.
Die Parroquia Manuel Cornejo Astorga grenzt im Nordwesten an die Provinz Santo Domingo de los Tsáchilas mit der Parroquia San José de Alluriquín (Kanton Santo Domingo), im Nordosten an die Parroquia Lloa (Kanton Quito), im Osten an die Parroquia Alóag, im Südosten an die Parroquia El Chaupi sowie im Süden und im Südwesten an die Provinz Cotopaxi mit den Parroquias Sigchos und Palo Quemado (beide im Kanton Sigchos).

## Siedlungen und Orte
In der Parroquia gibt es folgende 9 Barrios: Barrio Central, Urbanización Puertas del Pacifico, Barrio Ramos Villavicencio, Barrio El Paraíso, Barrio San Luis, Barrio Coop. M.C.A, Barrio Paraíso und Barrio Santa Isabel, Lotización Moya Guevara und Urbanización Brisas del Pilatón.
Ferner gibt es 27 Comunidades: El Paraíso, San Francisco, La Ilusión, Peñas Blancas, San Ignacio – La Virgen, Mirador, Illolán, Palestina, San Vicente de Yamboya, San Antonio Alto, Canchacoto, San José de Yamboya, Santuario de Baños, La Esperanza, La Esperie, Pampas Argentinas, Cobandonga, Atenas, Los Olivos, Sarapullo Alto, Sarapullo Bajo, Unión de los dos Ríos, San Antonio Bajo, La Merced Nuevo Machachi, Mirabad, Nuevo Chitoa und Silante.

## Geschichte
Ursprünglich gab es die Ortschaft Tandapi. Im Jahr 1883 wurde die Parroquia gegründet und hieß anfangs "Antonio Ricaurte". Am 10. Januar 1908 wurde der Name in "Manuel Cornejo Astorga" umgeändert. Namensgeber war Manuel Cornejo Astorga, der an der Ermordung von Gabriel García Moreno am 6. August 1875 beteiligt gewesen sein soll.

## Ökologie
In der Region befinden sich subtropische Nebelwälder. Das Schutzgebiet Bosque Protector Toachi Pilatón liegt im Süden des Verwaltungsgebietes.

## Wirtschaft
Im Verwaltungsgebiet befindet sich das Wasserkraftwerk Toachi-Pilatón.